# Месана
Мѐсана (на гръцки: Μέσανα) е село в Кипър, окръг Пафос. Според статистическата служба на Република Кипър през 2001 г. селото има 50 жители.
Намира се на 2 км североизточно от Саламиу.